# Mariko Yashida
Mariko Yashida est un personnage de l'Univers Marvel. Fille de Shingen Yashida, elle fut avant sa mort la fiancée de Wolverine. Elle fut créée par Chris Claremont et John Byrne. Mariko Yashida est apparue pour la première fois dans Uncanny X-Men #118 en février 1979. Elle est théoriquement la mère de X-23, résultat de manipulations génétiques des gènes de Wolverine.

## Biographie de fiction
Mariko Yashida est la fille du criminel japonais Shingen Harada, chef (oyabun en japonais) du clan Yakusa Yashida. Alors que son père passait pour mort, Mariko croisa la route du mutant Wolverine lorsque son groupe, les X-Men, vinrent en aide à son cousin (et ancien allié de l’équipe), Shiro Yashida, alors le héros mutant japonais Sunfire, pour mettre un terme au chantage du terroriste Moses Magnum. Bien qu’effrayée par Wolverine dans un premier temps, Mariko se retrouva rapidement attirée par lui. En parallèle, Wolverine fut séduit par la beauté, la gentillesse, la délicatesse et les manières raffinées de Mariko. Ils passèrent ainsi beaucoup de temps lors du séjour japonais des X-Men au Japon et admirent leur amour réciproque quelques mois plus tard lorsque Mariko se rendit à New-York, y retrouvant Wolverine.
Cependant, après plusieurs mois de liaison intermittente à cause de leur éloignement géographique mais aussi des aventures de Wolverine au sein des X-Men, Mariko assista à la réapparition de son père, qui l’obligea rapidement à épouser l’un de ses associés criminels, Noburu-Hideki. Celui-ci se révéla être un homme cruel et brutal, frappant sa femme au point de la marquer au visage. Quand Wolverine, inquiet du soudain silence de Mariko, découvrit les sévices dont elle avait été victime, il lui demanda de l’accompagner mais, par honneur familial, Mariko refusa de le suivre, insistant sur son devoir de fille et la nécessité pour elle de respecter la volonté paternelle. Peu après, Wolverine, drogué, fut défié par Shingen Harada lui-même dans le cadre d’un duel au sabre de bois. Ignorant la duplicité de son père, Mariko fut choquée et déçue de voir celui qu’elle aimait recourir à ses griffes au cours du duel, afin de défendre sa vie, menacée directement par Harada. Remarquant la consternation de Mariko, Wolverine perdit l’envie de se battre et fut vaincu, abandonné dans les ruelles d’une ville voisine.
Shingen Harada ordonna alors à la ninja Yukio, une tueuse employée par le Clan Yashida, de tuer son rival Katsuyori, lui-même responsable d’une tentative d’assassinat contre Noburo-Hideki, ainsi que de sympathiser avec Wolverine, afin de mieux le surveiller et, à terme, le tuer. De son côté, Mariko et son époux se rendirent à une réunion avec Katsuyori dans le but de négocier un arrangement entre lui et Harada. Mais ce dernier n’avait organisé cette rencontre que dans le but d’assassiner son rival, utilisant sa fille afin d’éviter qu’il ne soupçonne une quelconque traîtrise. Yukio, accompagnée de Wolverine, affronta les hommes de main de Katsuyori avec une passion flamboyante, avant d’éliminer celui-ci, choquant Mariko par la violence de leur comportement. Réalisant la duplicité de son père, Mariko envisagea de le tuer, afin de préserver son propre honneur, sachant que, pour expier son parricide, il lui faudrait se suicider ensuite. C’est alors que Wolverine, épargné par Yukio qui avait abandonné le service de Harada, investit la forteresse du Clan Yashida. Noburo-Hideki tenta de prendre la fuite en emmenant Mariko, l’utilisant comme otage pour échapper au mutant, mais Mariko fut sauvée par Yukio elle-même, qui tua son mari. De son côté, Wolverine affronta de nouveau Harada en duel, réussissant cette fois à le tuer. Alors qu’il était prêt à être tué de la main de Mariko, nouvelle oyabun du Clan Yashida et chargé de laver l’honneur du clan et donc de tuer l’assassin de Harada, Wolverine fut Mariko lui remettre le sabre d’honneur du Clan, lui expliquant qu’au contraire, c’était son père qui avait déshonoré le Clan par ses activités criminelles et les deux amoureux furent ainsi réunis, annonçant rapidement leurs fiançailles.
Alors que les X-Men étaient venus au Japon pour assister au mariage de Mariko et Logan, leur vieil ennemi, le Cerveau, manipula Mariko afin qu’elle rompe leurs fiançailles, prétextant que Logan était finalement indigne d’elle. Quand le mutant fut vaincu peu de temps après, Mariko retrouva ses esprits et, lorsque Wolverine vint la trouver pour comprendre son comportement, la jeune femme, profondément honteuse de ses actions, lui annonça se sentir indigne de lui et qu’elle ne l’épouserait qu’après avoir regagné son propre honneur, en éliminant tous les liens du Clan Yashida avec le monde criminel. Bien qu’attristé de l’attitude de Mariko, Logan accepta sa décision, lui laissant le temps d’accomplir sa tâche.
Lorsque les X-Men revinrent des Guerres secrètes organisées par le Beyonder, ils se retrouvèrent accidentellement au Japon, affrontant un dragon que le compagnon de Kitty Pryde, Lockheed, avait ramené avec eux. Lors de l’effondrement de l’un des immeubles provoqué par ce dragon, une jeune fille appelée Amiko Kobayashi perdit sa mère. Celle-ci, agonisante, supplia Wolverine de prendre soin de sa fille à sa place. Logan accepta d’accéder à sa demande, jouant à partir de là le rôle de protecteur et de père pour la jeune Amiko, mais, compte tenu de ses activités, la plaça sous la garde de Mariko, et aussi de Yukio. Afin d’éviter toute difficulté légale, Mariko adopta bientôt officiellement la jeune Amiko, qui retrouva auprès d’elle, et aussi de Logan, une famille.
Toutefois, les activités de Mariko de nettoyage des actifs du Clan Yashida lui attirèrent bien des inimités, à commencer par son propre demi-frère, Keniuchio Harada (alias le Samouraï d’argent), qui revendiquait également le rôle d’oyabun du Clan, mais surtout l’un des chefs de la Main, Matsu’o Tsurayaba. Après plusieurs altercations, auxquelles prit souvent part Wolverine, Tsurayaba sembla accepter un accord pacifique entre le Clan Yashida et la Main mais, lors de leur rencontre, l’assassin ninja ordonna à Reiko, l’une de ses tueuses, d’empoisonner Mariko à l’aide de tétrodotoxine. Wolverine fut tuer l’assassin mais pas avant qu’il n’eut accompli sa tâche. Sachant que les effets du poison seraient aussi longs que douloureux, Mariko supplia Wolverine de la tuer, pour mettre un terme rapide à ses souffrances et lui éviter une pénible agonie. La mort dans l’âme, Logan céda à la requête de sa bien-aimée et la tua.
Mariko fut enterrée dans la crypte familiale du Clan Yashida, où Wolverine effectue désormais un pèlerinage annuel en l'honneur de celle qui avait failli être son épouse. Peu après, le Samouraï d’argent devenait le nouvel oyabun du Clan Yashida, alors que Wolverine se lançait dans une vengeance personnelle pour éliminer Tsurayaba, le harcelant à chaque anniversaire de la mort de Mariko, et lui tranchant un membre ou un organe. Cependant, son rival, Dents-de-Sabre, élimina lui-même le chef de la Main pour priver Wolverine de sa vengeance.
Aptitudes : Mariko Yashida, sous une apparence frêle et réservée, se révéla être, une fois devenue la chef du Clan Yashida, une meneuse d’hommes experte et une redoutable femme d’affaires.

## Apparitions dans d'autres médias
Sauf indication contraire, les informations mentionnées dans cette section peuvent être confirmées par la base de données cinématographiques IMDb,  présente dans la section « Liens externes ».

### Films
Interprétée par Tao Okamoto dans la trilogie Wolverine
- 2013 : Wolverine : Le Combat de l'immortel réalisé par James Mangold